# Höghus

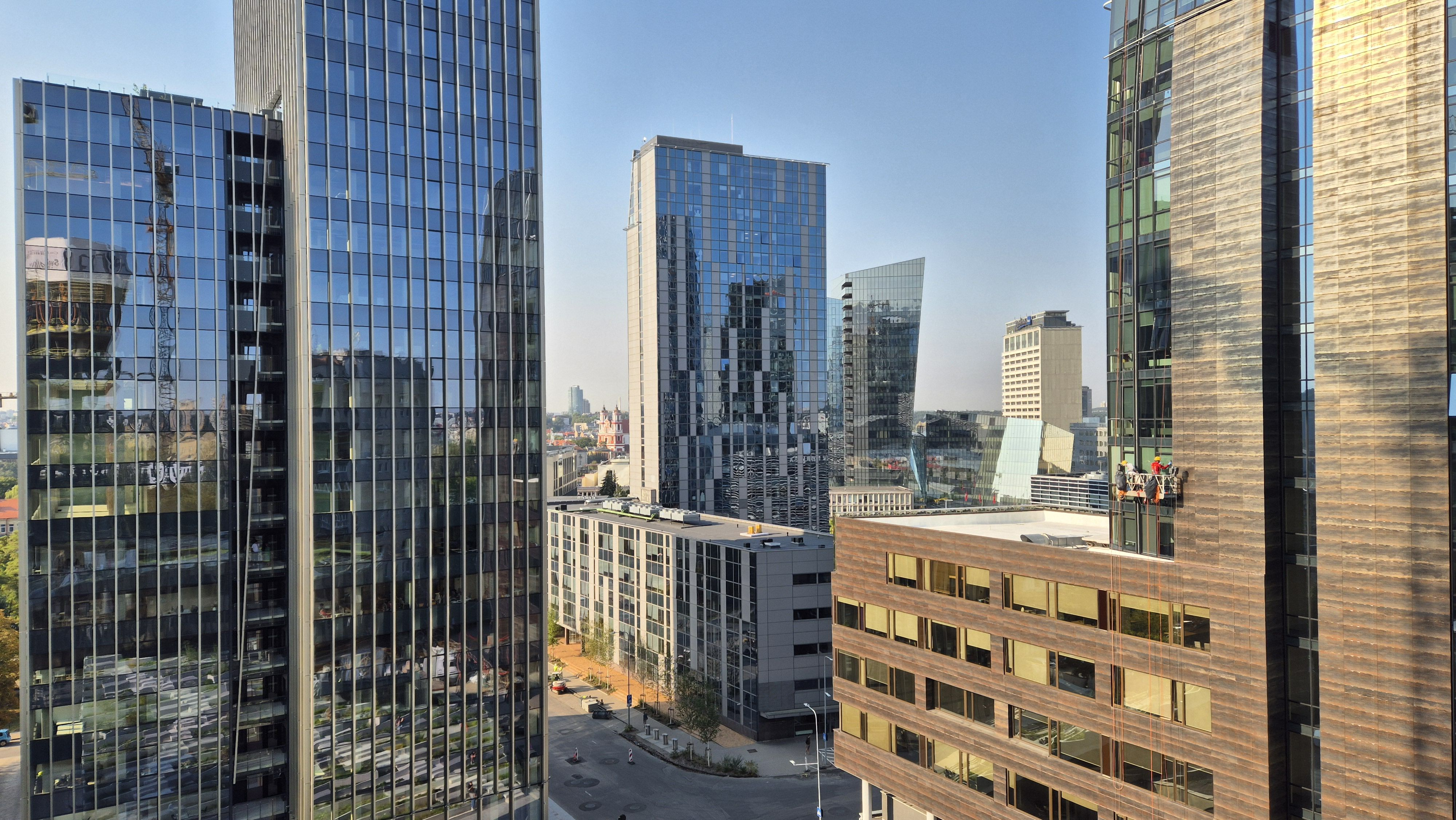
Höghus i en

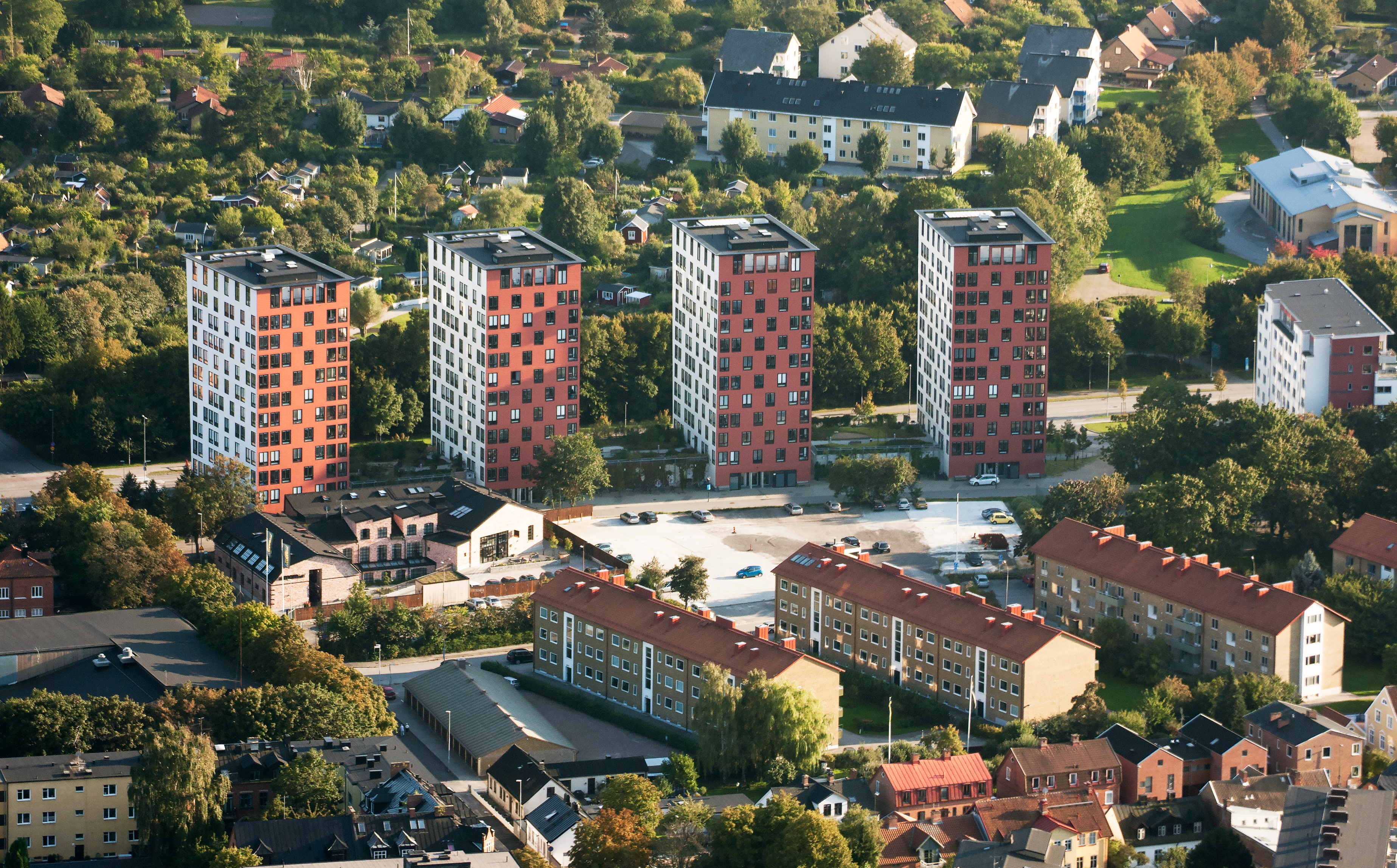
Höghus i stadsdelen Margretedal i Lund.

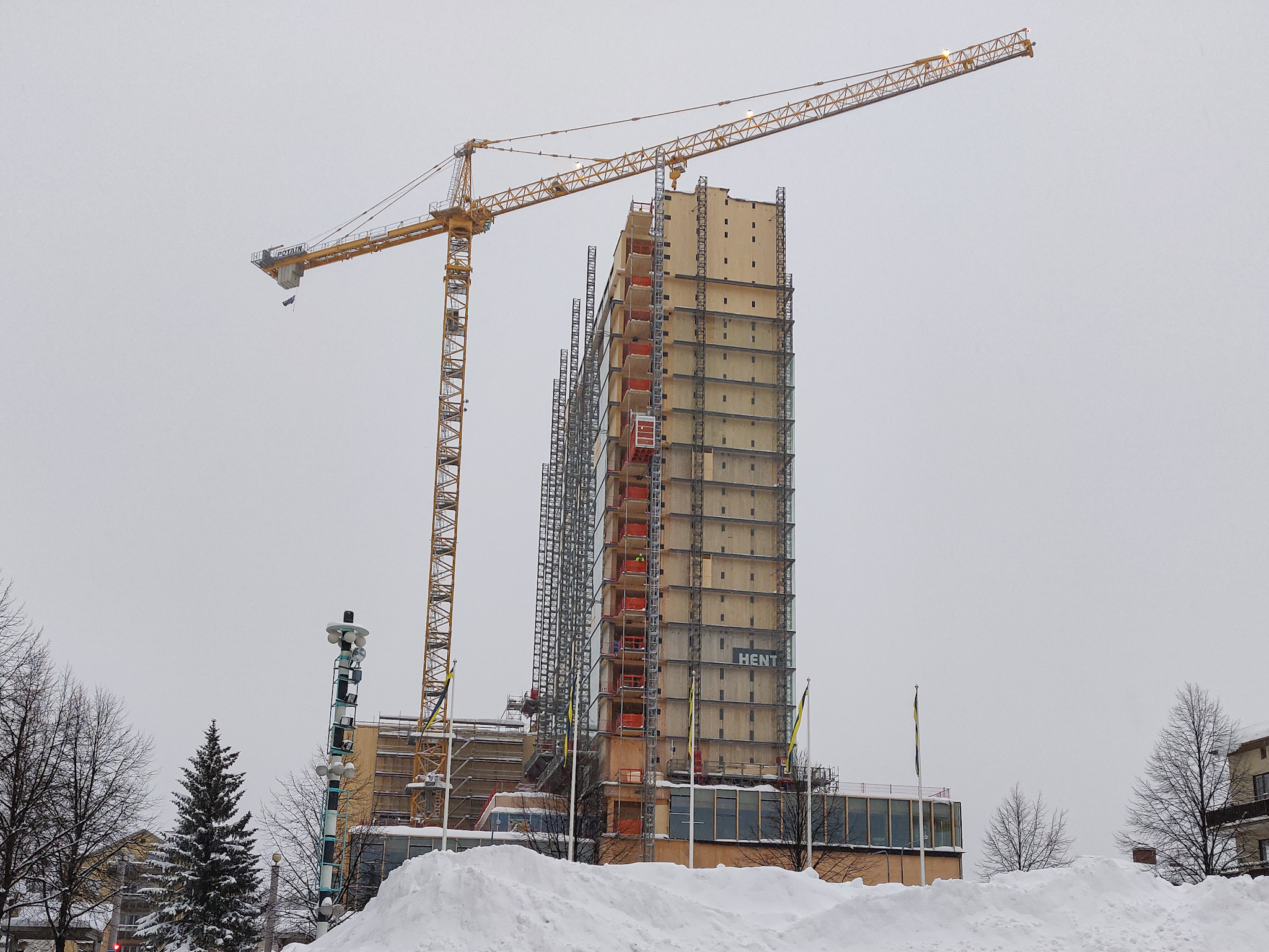
Sveriges högsta trähus, 20 våningar högt, under uppbyggnaden i Skellefteå.

Ett höghus är en byggnad med vanligtvis fem eller fler våningar. Utanför Sverige kan andra benämningar och definitioner förekomma. Oftast sätter man gränsen högre, så att höghus har minst 7 eller minst 12 våningar.
Höghus började byggas efter uppfinningen av hissen vid 1800-talets mitt. De första höghusen byggdes i Chicago och New York i USA varifrån benämningen skyscraper (svenska skyskrapa) kommer. Innan projekteringen var arkitekterna i Sverige och studerade hur man byggde här. Sverige var ett av flera föregångsländer vid den här tiden vad gällde höghus. Redan 1940 fanns enstaka höghusområden uppförda i Göteborg.
Byggnaden bör också vara indelad i våningsplan och inte utgöra ett kyrktorn, en radiomast eller dylikt, för att kallas ett höghus.